# Сор (озеро, Карабалыкский район)
Сор (каз. Сор) — озеро в Карабалыкском районе Костанайской области Казахстана. Находится к югу от села Магнай.
По данным топографической съёмки 1943 года, площадь поверхности озера составляет 4,79 км². Наибольшая длина озера — 2,7 км, наибольшая ширина — 2,2 км. Длина береговой линии составляет 9,8 км, развитие береговой линии — 1,26. Озеро расположено на высоте 237,7 м над уровнем моря.